# Bodil Busk Laursen
Bodil Busk Laursen (født 9. maj 1941 i Silkeborg) var fra 1995 til 2011 museumsdirektør for Kunstindustrimuseet, nu Designmuseum Danmark.
Hun er cand.mag. (1969) og har i 1986 også været museumsinspektør ved Nationalmuseet og Frederiksborgmuseet samt kunstnerisk leder af Ribe Kunstmuseum. Hun er tildelt Direktør N. Bangs og Hustru Camilla Bang, født Troensegaards Legat (1996) og Ole Haslunds Hæderslegat (2003) og blev Ridder af Dannebrogordenen 1992.
Privat danner hun par med tidligere museumsdirektør Mogens Bencard.